# زیر طوف علی‌اکبر
زیر طوف علی‌اکبر، روستایی از توابع بخش مرکزی شهرستان مسجدسلیمان در استان خوزستان ایران است.

## جمعیت
این روستا در دهستان تمبی گلگیر قرار دارد و براساس سرشماری مرکز آمار ایران در سال ۱۳۸۵، جمعیت آن  نفر ۱۰۰(۲۰خانوار) بوده‌است.